# Xincheng (Hualien)
Xincheng (chinesisch 新城鄉, Pinyin Xīnchéng Xiāng) ist eine Landgemeinde im Landkreis Hualien in der Republik China (Taiwan).

## Lage und Klima
Xincheng liegt an der Pazifikküste unmittelbar nördlich angrenzend an die Kreishauptstadt Hualien. Im Osten und Norden grenzt Xincheng an die Nachbargemeinde Xiulin. Das Gemeindegebiet hat eine sehr langgestreckte Form mit einer Längsausdehnung von ungefähr 15 Kilometern sowie einer Querausdehnung von maximal 4 Kilometern und minimal 650 Metern. Mit 29,4 km² ist Xincheng flächenmäßig die kleinste Gemeinde des Landkreises. Das Gemeindegebiet ist relativ eben, mit einer Höhe über dem Meeresspiegel von 0 bis 200 Metern. Von Osten nach Nordwesten steigt das Gelände schrittweise an hin zum westlich der Gemeinde beginnenden Taiwanischen Zentralgebirge.

## Geschichte
Die ersten historisch dokumentierten menschlichen Bewohner der Gegend waren Angehörige der austronesischen indigenen Völker Taiwans. Im 19. Jahrhundert verließ unter dem Druck der zunehmenden han-chinesischen Besiedelung ein Großteil des Volks der Kavalan das Siedlungsgebiet im Bereich der Lanyang-Ebene und ließ sich im Bereich des heutigen Stadt Hualien und Umgebung nieder. Dadurch entstand in der Gegend eine ethnische Mischung aus verschiedenen Völkerschaften – Kavalan, Sakizaya, Amis und Truku. Nach 1874, in der Spätphase der Qing-Dynastie wurde hier die erste Han-chinesische Siedlung im heutigen Landkreis Hualien gegründet und ‘Xincheng’ 新城 – „Neue Stadt“ genannt.
Zur Zeit der japanischen Herrschaft über Taiwan (1895–1945) erhielt die Siedlung zuerst den Namen Kenkai (japanisch 研海) bzw. Kenkai Shō (研海庄). Nach der Übergabe Taiwans an die Republik China im Jahr 1945 erhielt die Gemeinde wieder ihren chinesischen Namen und wurde in eine Landgemeinde im neu gebildeten Landkreis Hualien umorganisiert.
| Gliederung von Xincheng                                                                                          |
| Xincheng 新城村 Shunan 順安村 Kangle 康樂村 ↓ Beipu 北埔村 Jialin 佳林村 Dahan 大漢村 Jiali 嘉里村 Jiaxin 嘉新村 |

## Administrative Gliederung
Xincheng ist in 8 Dörfer (村,  Cūn) unterteilt. Diese sind Xincheng (新城村), Shunan (順安村), Kangle (康樂村), Dahan (大漢村), Beipu (北埔村), Jialin (佳林村), Jiali (嘉里村), Jiaxin (嘉新村).

## Bevölkerung
Im Jahr 2018 hatte Xincheng etwas mehr als 20.000 Einwohner und eine Einwohnerdichte von 685 pro km². Ende 2017 gehörten 6515 Personen (ca. 32 %) der indigenen Bevölkerung an. Überwiegend handelt es sich um Amis, Sakizaya, Truku und Kavalan.

## Wirtschaft
Gewerbebetriebe, Handel und Verwaltungsbehörden sind im südlichen Teil der Gemeinde konzentriert, vor allem im Dorf Beipu. Aufgrund seiner Nähe zur Stadt Hualien ist Xincheng verhältnismäßig stark urbanisiert und wirtschaftlich stark mit Hualien verflochten. Am Ort befindet sich die private, 1977 gegründete Technische Hochschule Dahan (大漢技術學院).

## Verkehrsverbindungen
In Nord-Süd-Richtung verläuft parallel zur Küste die Provinzstraße 9. Östlich davon verläuft weitgehend parallel dazu die Kreisstraße 193. Ebenfalls in Nord-Süd-Richtung verläuft die Nordverbindungslinie (北迴線) der Taiwanischen Eisenbahn. In der Gemeinde gibt es die Haltebahnhöfe Xincheng (Taroko) (新城（太魯閣）) und Beipu (北埔). In Xincheng befindet sich außerdem der Flughafen Hualien, der zweitgrößte Flughafen an der taiwanischen Ostküste.

## Touristische Ziele, Sehenswürdigkeiten
Ein Touristenziel ist der Qixingtan-Strand 七星潭海邊,  Qīxīngtán Hǎibiān, der sich in einem großen Halbmondbogen entlang der Bucht von Xincheng erstreckt.
Im Gebäude einer ehemaligen japanischen Fischfabrik befand sich von 2003 bis 2017 das Chihsing Tan Katsuo-Museum (七星柴魚博物館), das sich thematisch mit dem Fischfang und der Fischverarbeitung an der Ostküste Taiwans befasste. Durch ein Großfeuer am 18. Juli 2017 wurde das Museumsgebäude aus Zypressenholz samt den Exponaten weitgehend zerstört.

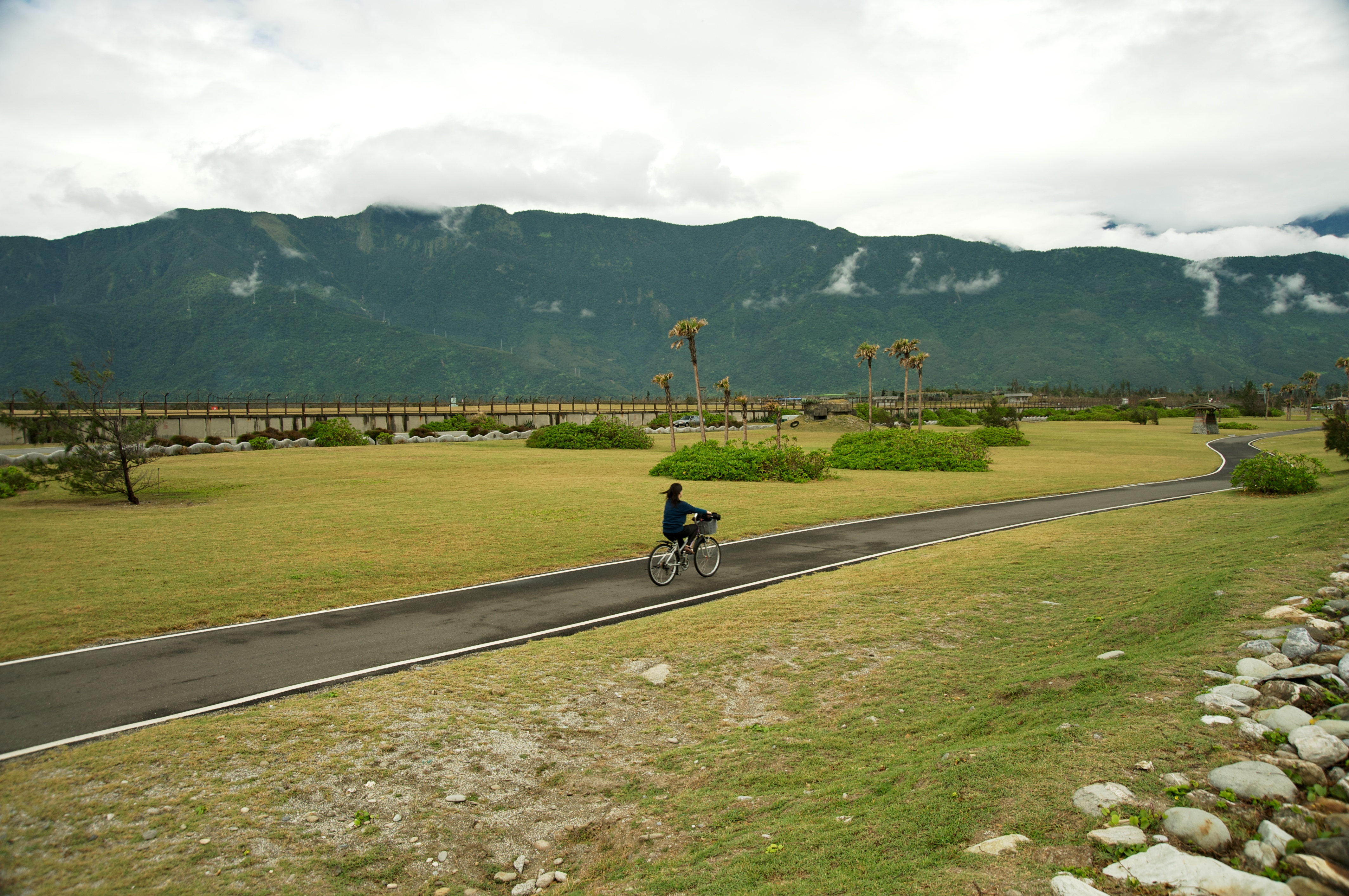
Radweg parallel zur Küste
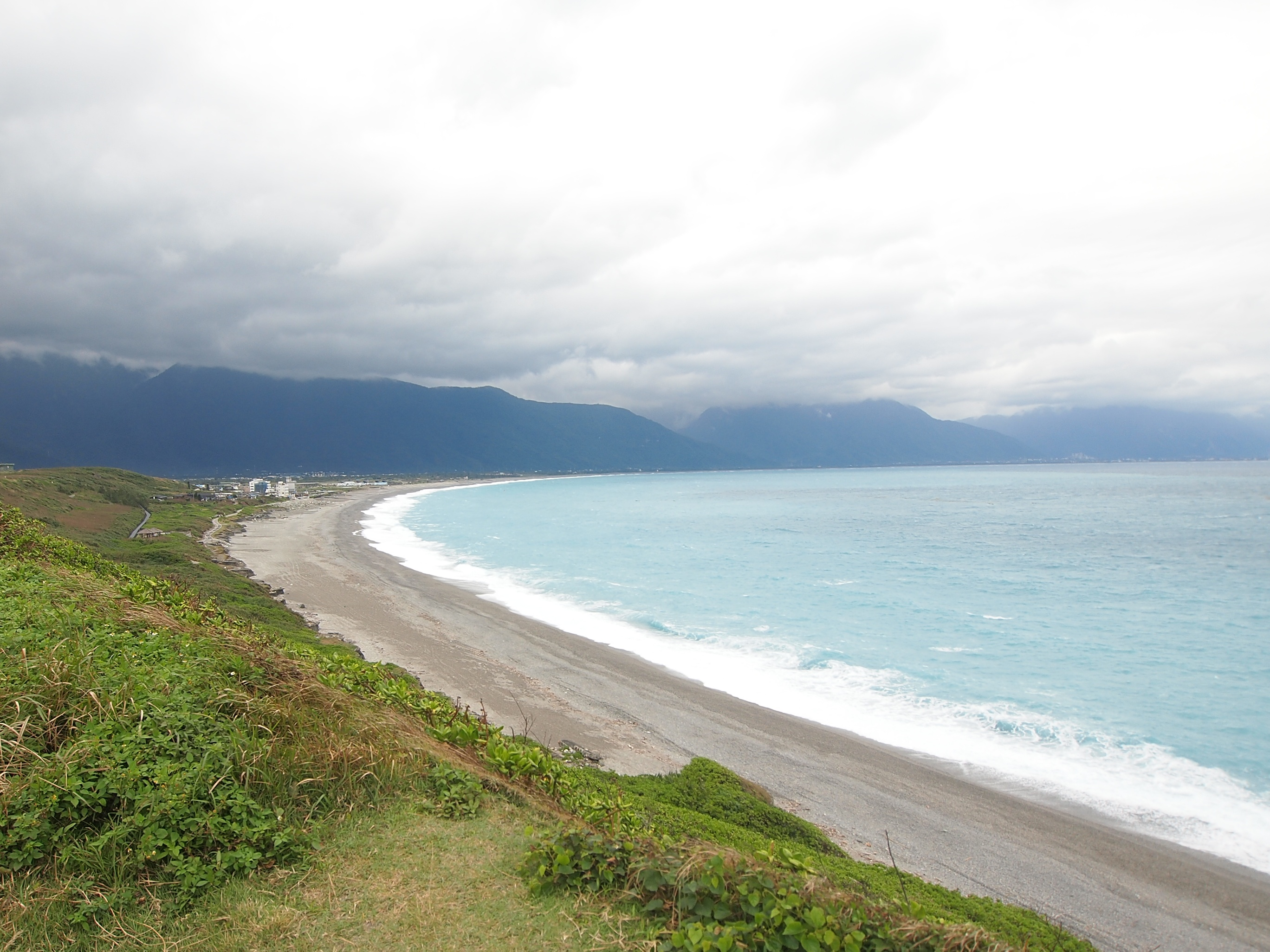
Qixingtan-Strand